# Andrzej Batory (1597–1634)
Andrzej Batory z gałęzi Somlyó (ur. w Polsce, 1597, zm. w maju 1634) – ojciec Zofii Rakoczy, ostatni męski potomek głównej linii rodziny Batorych.
Urodzony w Polsce, syn Stefana Batorego, namiestnika Krasnego oraz Zofii z Kostków Batorowej, córki Krzysztofa i Katarzyny Konopackiej.
Jego żona, Anna Zakrzewska (ur. w Polsce w 1600) była córką Jana Zakrzewskiego oraz Doroty z Podlodowskich, po jego śmierci wraz z córką, Zofią odesłana była prawdopodobnie do Szilágysomlyó w Siedmiogrodzie, aby zrekompensować rodzinie Batorych brak potomstwa. Tam zmarła 28 marca 1658.

O ile mi się udało wyśledzić, to owa Zofia Katarzyna z Kostków Batorowa w dwa lata po śmierci męża, 1608 r., osiadła stale przy siostrze (zdaje się stryjecznej) w Wysocku i chowała syna jedynaka Andrzeja, który w czasie zabiegów Gabora o koronę polską miał lat 12, z powinnymi swymi ksiażęty Ostrogskimi w kollegium Jezuitów w Jarosławiu.
Ale idźmy dalej, a zobaczymy, że ród Batorych zakończył się u nas w Polsce, a nie w Węgrzech. Wyżej wymieniony Andrzej, syn Kostczanki z domu, wychowany po polsku, żeni się około 1630 roku z Zakrzewską de Felden, z której ma córkę Zofię, ostatnią z Batorzanek, fundatorkę jezuickiego kollegium w Patakinie i jezuickiego kościoła w Koszycach na Węgrzech. Mężem tej Zofii był Jerzy Rakoczy, książę siedmiogrodzki, a synem jego Franciszek Rakoczy. Na Zofii familia Batorych za czasów Sobieskiego (1682 roku) zeszła ze świata w linii żeńskiej. Dzisiejsi Batorowie na Węgrzech nie mają nic wspólnego ze sławną rodziną de Somlio.